# Едон Хасани
Едон Хасани (на албански: Edon Hasanii) е албански футболист, полузащитник на Чехлаул и младежкия национален отбор на Албания. Бивш състезател на Литекс (Ловеч).

## Състезателна кариера
През януари 2009 г. едва 16-годишен подписва четиригодишен договор с Влазния Шкодра.
Дебютира за първия отбор на 25 септември 2010 г. в мач срещу Динамо Тирана, а на 30 юни 2011 г. и в европейските клубни турнири при гостуването на малтийския Биркиркара.
През лятото на 2012 г. изкарва проби при „оранжевите“ и след като е харесан от старши треньора Христо Стоичков подписва тригодишен договор.  Според медиите в Албания трансферната сума е на стойност 100 хиляди евро.
Изиграва едва девет срещи и в началото на 2013 г. след като не успява да се наложи в състава, клуб и състезател се разделят по взаимно съгласие.

## Национален отбор
За националния отбор до 17 години прави своя дебют на 29 август 2008 г. в квалификациите за европейско първенство срещу Финландия.
За националния отбор до 19 години участва в квалификациите за Европейското първенство. С капитанската лента извежда отбора срещу връстниците си от Сан Марино, Ейре, Италия, Кипър, Белгия и Англия.
За младежите прави своя дебют на 6 септември 2012 г. в европейската квалификация срещу Молдова.